# Пелтопсы
Пелтопсы (лат. Peltops) — род птиц семейства ласточковых сорокопутов (Artamidae). В состав рода включают два вида. Оба вида являются эндемиками Новой Гвинеи.

## Таксономия и этимология
Род Peltops был введен немецким зоологом Иоганном Георгом Ваглером (нем. Johann Georg Wagler, 1800-1832) в 1829 году. Позднее типовым видом был назначен Peltops blainvillii. Родовое название происходит от др.-греч. πελτη, означающего маленький щит, и др.-греч. ωψ — лицевая сторона. Ранее представителей рода относили к семейству монарховых, но молекулярные и морфометрические исследования ставят его ближе к флейтовым птицам.
В состав рода включают два вида:
- Peltops blainvillii (Lesson & Garnot, 1827) — Лесной пелтопс
- Peltops montanus Stresemann, 1921 — Горный пелтопс

## Описание
Небольшие птицы, длиной 18—20 см. Характеризуются массивным телосложением, заострёнными крыльями, длинным хвостом и большой головой с изогнутым книзу клювом. В окраске оперения преобладает синевато-чёрный цвет с красной задней частью и белыми пятнами по бокам головы.

## Места обитания
Оба вида обитают в тропических лесах Новой Гвинеи, но на разных высотах над уровнем моря. Лесные пелтопсы встречаются по всему острову от уровня моря до 600 м, в то время как горные пелтопсы — на высоте от 600 до 3000 м над уровнем моря. Предпочитаемыми местами обитания являются: в нетронутом девственном лесу — массивные деревья, возвышающиеся над кроной другой растительности; лесные прогалины и опушки, берега рек и другие разрежённые участки, включая измененные человеком, такие как дороги и сады.

## Экология
Представители рода ведут дневной образ жизни, территориальны, проводят большую часть дня в семейных группах, сидя на открытых присадах (очень высокие деревья, которые возвышаются или растения на краю леса), следя за окрестностями, чтобы определить возможные источники пищи и время от времени издавая быстрые и тикающие крики.
Питаются преимущественно насекомыми, добычу ловят в воздухе с присады или на лету. 